# メジャーリーグベースボール・オールセンチュリー・チーム
メジャーリーグベースボール・オールセンチュリー・チーム（Major League Baseball All-Century Team）とは、1999年に行われたメジャーリーグベースボールのファン投票企画である。20世紀にアメリカ野球で活躍した選手100人の中から、各ポジションごとに20世紀を代表する選手が選出された。スポンサーはマスターカード。

## ノミネート選手
あらかじめ専門家によって各ポジションごとに選出された計100選手がノミネートされた。内訳は、投手26人、捕手8人、一塁手10人、二塁手8人、三塁手6人、遊撃手8人、外野手34人である。
野球賭博に関わったとして野球界から永久追放処分を受けたピート・ローズや、ブラックソックス事件に関わったとして永久追放処分を受けたジョー・ジャクソンがノミネートされている。また、大リーグに黒人選手の参加が許されていなかった時代にニグロリーグでプレイし、そのまま大リーグに出場することなく現役生活を終えた選手も4人（ジョシュ・ギブソン、バック・レナード、クール・パパ・ベル、オスカー・チャールストン）ノミネートされた。
以下にノミネート全100選手を記す。（ ）内は大リーグでプレイした期間である。ただし前述のニグロリーガーの場合はニグロリーグでのプレイ期間である。現役は当時。投手は右投げか左投げかも記す。

### 投手
| - ピート・アレクサンダー（1911年～1930年、右） - モーデカイ・ブラウン（1903年～1916年、右） - スティーブ・カールトン（1965年～1988年、左） - ロジャー・クレメンス（1984年～現役、右） - ディジー・ディーン（1930年～1941年・1947年、右） - デニス・エカーズリー（1975年～1998年、右） - ボブ・フェラー（1936年～1956年、右） - ローリー・フィンガーズ（1968年～1985年、右） - ホワイティー・フォード（1950年～1967年、左） - ボブ・ギブソン（1959年～1975年、右） - レフティ・グローブ（1925年～1941年、左） - カール・ハッベル（1928年～1943年、左） - ウォルター・ジョンソン（1907年～1927年、右） | - サンディー・コーファックス（1955年～1966年、左） - グレッグ・マダックス（1986年～2008年、右） - フアン・マリシャル（1960年～1975年、右） - クリスティ・マシューソン（1900年～1916年、右） - サチェル・ペイジ（1948年～1953年・1965年、右） - ジム・パーマー（1965年～1984年、右） - エディ・プランク（1901年～1917年、左） - ロビン・ロバーツ（1949年～1966年、右） - ノーラン・ライアン（1966年～1993年、右） - トム・シーバー（1967年～1986年、右） - ウォーレン・スパーン（1942年～1965年、左） - エド・ウォルシュ（1904年～1917年、右） - サイ・ヤング（1890年～1911年、右） |

### 捕手
| - ジョニー・ベンチ（1967年～1983年） - ヨギ・ベラ（1946年～1965年） - ロイ・キャンパネラ（1948年～1957年） - ミッキー・カクレーン（1925年～1937年） | - ビル・ディッキー（1928年～1946年） - カールトン・フィスク（1969年～1993年） - ジョシュ・ギブソン（1930年～1946年） - ギャビー・ハートネット（1922年～1941年） |

### 一塁手
| - ジミー・フォックス（1925年～1945年） - ルー・ゲーリッグ（1923年～1939年） - ハンク・グリーンバーグ（1930年～1947年） - ハーモン・キルブルー（1954年～1975年） - バック・レナード（1934年～1948年） | - ウィリー・マッコビー（1959年～1980年） - マーク・マグワイア（1986年～2001年） - エディ・マレー（1977年～1997年） - ジョージ・シスラー（1915年～1930年） - ビル・テリー（1923年～1936年） |

### 二塁手
| - ロッド・カルー（1967年～1985年） - エディ・コリンズ（1906年～1930年） - フランキー・フリッシュ（1919年～1937年） - チャーリー・ゲーリンジャー（1924年～1942年） | - ロジャース・ホーンスビー（1915年～1937年） - ナップ・ラジョイ（1895年～1916年） - ジョー・モーガン（1963年～1984年） - ジャッキー・ロビンソン（1947年～1956年） |

### 三塁手
| - ジョージ・ブレット（1973年～1993年） - エディ・マシューズ（1952年～1968年） - ポール・モリター（1978年～1998年） | - ブルックス・ロビンソン（1955年～1977年） - マイク・シュミット（1972年～1989年） - パイ・トレイナー（1920年～1937年） |

### 遊撃手
| - ルイス・アパリシオ（1956年～1973年） - ルーク・アップリング（1930年～1950年） - アーニー・バンクス（1953年～1971年） - ジョー・クローニン（1926年～1945年） | - カル・リプケン・ジュニア（1981年～2001年） - オジー・スミス（1978年～1996年） - ホーナス・ワグナー（1897年～1917年） - ロビン・ヨーント（1974年～1993年） |

### 外野手
| - ハンク・アーロン（1954年～1976年） - クール・パパ・ベル（1922年～1946年） - バリー・ボンズ（1986年～2007年） - ルー・ブロック（1961年～1979年） - オスカー・チャールストン（1915年～1941年） - ロベルト・クレメンテ（1955年～1972年） - タイ・カッブ（1905年～1928年） - ジョー・ディマジオ（1936年～1951年） - グース・ゴスリン（1921年～1938年） - ケン・グリフィー・ジュニア（1989年～2010年） - トニー・グウィン（1982年～2001年） - ハリー・ハイルマン（1914年～1932年） - リッキー・ヘンダーソン（1979年～2003年） - ジョー・ジャクソン（1908年～1920年） - レジー・ジャクソン（1967年～1987年） - アル・ケーライン（1953年～1974年） - ウィリー・キーラー（1892年～1910年） | - ラルフ・カイナー（1946年～1955年） - ミッキー・マントル（1951年～1968年） - ウィリー・メイズ（1951年～1973年） - ジョー・メドウィック（1932年～1948年） - スタン・ミュージアル（1941年～1963年） - メル・オット（1926年～1947年） - フランク・ロビンソン（1956年～1976年） - ピート・ローズ（1963年～1986年） - ベーブ・ルース（1914年～1935年） - アル・シモンズ（1924年～1944年） - デューク・スナイダー（1947年～1964年） - トリス・スピーカー（1907年～1928年） - ウィリー・スタージェル（1962年～1982年） - ポール・ウェイナー（1926年～1945年） - ビリー・ウィリアムズ（1959年～1976年） - テッド・ウィリアムズ（1939年～1960年） - カール・ヤストレムスキー（1961年～1983年） |

## 投票方法
各球場に置かれたり雑誌などに挟み込まれた投票用マークシートを使うか、インターネットで投票する。投票者は投手6人（左投手を必ず1人以上）、捕手と内野各ポジションそれぞれ2人ずつ、外野手9人を選ぶ。任意の1ポジションから1人だけ、ノミネートされなかった選手を選ぶこともできる。これより多く選手を選ぶと、その票は全て無効となる。
投票欄の他にアンケートも付いており、氏名、年齢、住所、電話番号、メールアドレス、好きな大リーグのチーム、年に何回球場へ足を運ぶか、年収（5万ドル以下、5万ドル～10万ドル、10万ドル以上の3つの選択肢の中から選ぶ）などが書き込めるようになっている。
投票期間は7月13日から9月19日まで。

## 投票結果
ファン選出の25人に、専門家による追加推薦5人を加えた計30人がオールセンチュリー・チームに選ばれた。その後MLBが発表したベストナインの選手は太字で表記。

### 投手
- ノーラン・ライアン（992,040票）（右投手部門）
- サンディー・コーファックス（970,434票）（左投手部門）
- サイ・ヤング（867,523票）
- ロジャー・クレメンス（601,244票）
- ボブ・ギブソン（582,031票）
- ウォルター・ジョンソン（479,279票）
- ウォーレン・スパーン（337,215票、追加推薦）
- クリスティ・マシューソン（249,747票、追加推薦）
- レフティ・グローブ（142,169票、追加推薦）

### 捕手
- ジョニー・ベンチ（1,010,403票）
- ヨギ・ベラ（704,208票）

### 一塁手
- ルー・ゲーリッグ（1,207,992票）
- マーク・マグワイア（517,181票）

### 二塁手
- ジャッキー・ロビンソン（788,116票）
- ロジャース・ホーンスビー（630,761票）

### 三塁手
- マイク・シュミット（855,654票）
- ブルックス・ロビンソン（761,700票）

### 遊撃手
- カル・リプケン・ジュニア（669,033票）
- アーニー・バンクス（598,168票）
- ホーナス・ワグナー（526,740票、追加推薦）

### 外野手
- ベーブ・ルース（1,158,044票）
- ハンク・アーロン（1,156,782票）
- テッド・ウィリアムズ（1,125,583票）
- ウィリー・メイズ（1,115,896票）
- ジョー・ディマジオ（1,054,423票）
- ミッキー・マントル（988,168票）
- タイ・カッブ（777,056票）
- ケン・グリフィー・ジュニア（645,389票）
- ピート・ローズ（629,742票）
- スタン・ミュージアル（571,279票、追加推薦）

## 表彰式とその後
10月24日、ターナー・フィールドでワールドシリーズ第2戦の試合前に表彰セレモニーが行われた。存命中の人物は18人全員が、故人12人は代わりに関係者が、二塁付近に設けられた特設ステージに上がり表彰を受けた。その中には、ワールドシリーズ第4戦に先発予定のロジャー・クレメンスや、引退後ほとんど公の場に姿を見せていなかったサンディー・コーファックス、病気にかかっていた81歳のテッド・ウィリアムズ、そして永久追放以来大リーグの公式行事に出席したのは10年ぶりというピート・ローズの姿があった。
ローズは場内の55秒間にわたる大拍手を受けて、選出されたことをファンに感謝した。しかしその直後、NBCスポーツのジム・グレイ記者がローズに対し、野球賭博と永久追放について厳しい質問を次々と浴びせた。このことで同局には苦情の電話が殺到した。
このインタビューに対し憤慨したのがニューヨーク・ヤンキースだった。場所をヤンキー・スタジアムに変えて26日に行われた第3戦、ヤンキースは延長10回にチャド・カーティスの本塁打でサヨナラ勝ちした。しかしカーティスはグレイに対し「ピートのことがあるから何も言わない」と、インタビューを拒否した。グレイが「サヨナラ本塁打について話したくないのか？」と聞いたがカーティスは無言でその場から立ち去った。その後カーティスは「あのインタビューは人々を動揺させた。だから我々はグレイに対し何も答えないことにした。チームの判断が私の判断となる」と語った。
ローズとは別のところでも波紋が広がった。ロベルト・クレメンテを始めとする中南米出身者が誰一人として選出されなかったためである。ヒスパニック系ファンはこの結果に対して怒りや悲しみといった反応を見せた。企画スポンサーのマスターカードに対する不買運動が起こる可能性もあった。バド・セリグコミッショナーは「クレメンテは選ばれていても何の不思議もない。しかし投票結果は投票結果だ」とコメントした。

## 参考資料
- 千葉功 「千葉功の記録の手帳（1986）大リーグ20世紀ベストナイン」 『週刊ベースボール』1999年11月15日号、ベースボール・マガジン社、1999年。
- Associated Press, Yankees not yet willing to forgive Gray, ESPN, 1999.
- Associated Press, Clemente family angry over All-Century team, ESPN, 1999.